# الاتصالات السلكية واللاسلكية في مالي

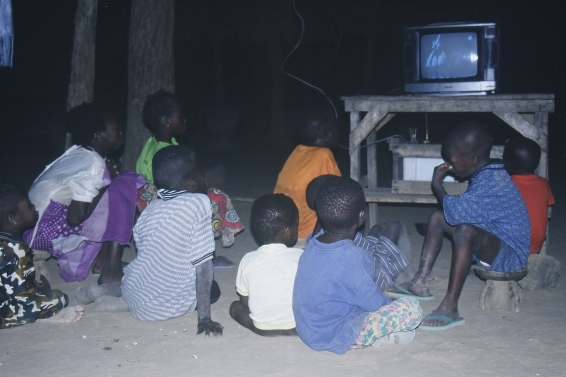
أطفال يشاهدون التلفاز في قرية بريف مالي.

الاتصالات السلكية واللاسلكية في مالي، تعتبر مالي بلد كبير غير ساحلي ومتعدد الثقافات في غرب أفريقيا، يحتل باستمرار مرتبة منخفضة في مؤشر التنمية البشرية، تعتبر البنية التحتية للاتصالات في مالي، على الرغم من كونها متخلفة، أمرًا بالغ الأهمية للأمة.

## التاريخ
قبل القرن التاسع عشر، كانت المنطقة التي أصبحت مالي تتقاطع مع روابط التجارة والاتصالات، وأهمها نهر النيجر والمحطات الجنوبية المهمة لطرق التجارة عبر الصحراء. تم إنشاء البنية التحتية الأساسية فقط (لا سيما سكة حديد داكار-النيجر ) خلال فترة الاستعمار الفرنسي، خلال العقدين الأولين من الاستقلال، تلقت مالي دعمًا تقنيًا وماليًا كبيرًا من الاتحاد السوفيتي السابق والصين وحلفائهما، خاصة في مجال البث الإذاعي والتلفزيوني.
منذ الثمانينيات، أسست الحكومة محركات بنية تحتية رئيسية، بتمويل أساسي من شركاء الحكومة الأوروبية، لتحسين الاتصالات وتوسيعها، نما استخدام الهاتف الخلوي بشكل هائل منذ التسعينيات بسبب المسافات الشاسعة وقليلة السكان في الشمال والغرب .
وقد تم الاتصال بشبكة الإنترنت، منخفضة جدا حسب المعايير العالمية المتقدمة، والتركيز على اللامركزية البلدية مشاريع التنمية القائمة منذ عام 2000، في حين أن تشارك الحكومة في الامم المتحدة التحالف العالمي لتكنولوجيا المعلومات والاتصالات والتنمية ومشاريع ربط إفريقيا إلى مزيد من الكمبيوتر وتوافر الإنترنت في البلد.

## خدمة الهاتف
هناك حوالي 112000 (2012)  خط هاتف ثابت في مالي ، تفوق بكثير 14.613 مليون (2012) خطوط الهاتف الخلوي المحمول .
هناك نوعان من مشغلي الهاتف المحمول الكبرى ، Ikatel (إحدى الشركات التابعة ل سوناتل ، من السنغال ) وMalitel (إحدى الشركات التابعة ل سوتيلما ، والمملوكة للدولة شركة الاتصالات) .
في يونيو 2003 ، صدر تشريع يسمح لمشغلي الاتصالات الخاصة الآخرين بدخول السوق .
نظام الهاتف: النظام المحلي غير موثوق به ولكنه يتحسن ؛ يقدم خدمة بسيطة فقطمحلي: تتكون الشبكة من مرحلات راديو الميكروويف والأسلاك المفتوحة ومحطات الاتصالات الهاتفية الراديوية جاري توسيع مرحل راديو الميكروويفدولي: محطات أرضية ساتلية - 2 Intelsat (1 المحيط الأطلسي و 1 المحيط الهندي)

## الإذاعة والتلفزيون
محطات البث الإذاعي: ممولة من الحكومة: AM 1 ، الموجة القصيرة 1.
مالي منذ 1994 عندما سمح القانون للراديو الخاص (كما هو الحال في غير الدولة) لبدء العمل ساعد التمويل الأجنبي وبعض التمويل التجاري (معظمه في العاصمة) على إنشاء 160 محطة FM في مالي ، على الرغم من أن العديد منها عبارة عن «محطات إذاعية صغيرة» ، يجب أن تكون الإذاعة الخاصة أعضاء في URTEL ، اتحاد الراديو https://web.archive.org/web/20070312082256/http://urtel.radio.org.ml/ .
الراديو الذي تديره الدولة هو ORTM (office de Radiodiffusion au Television de Mali) ، الذي يشغل محطتين FM ومحطة تلفزيون واحدة ، مع أجهزة إعادة إرسال في جميع أنحاء البلاد .
ملحوظة: محطة الموجة القصيرة في باماكو لديها سبعة ترددات وخمسة أجهزة إرسال وتبث البث لراديو الصين الدولي (2001)
الإذاعات: 570.000 (1997)
محطات البث التلفزيوني: 1 (بالإضافة إلى الراسبين) (2001)
التلفزيونات: 45000 (1997)

## إنترنت
نطاق المستوى الأعلى : .ml

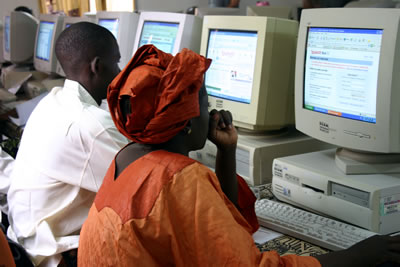
مركز تدريب على الكمبيوتر في باماكو.

مستخدمو الإنترنت: 414985 مستخدمًا أو 2.9٪ من السكان (2011) ، استخدام الإنترنت منخفض وفقًا للمعايير الدولية ، حيث احتلت المرتبة 123 من 125 من قبل الأمم المتحدة في عام 2002.
مزودو خدمة الإنترنت (ISPs): 13 (2001) ، هناك ما يقدر بـ 25 مزود خدمة إنترنت خاص ، تم مؤخرًا تشكيل جمعية تسمى AFIM (Association de Fournisseurs de l'Internet au Mali) ، والتي تهدف إلى تمثيل هؤلاء المزودين .
SOTELMA شركة اتصالات الدولة ، توفر X.25 وخدمات هاتف الطلب الهاتفي ، يقدم العديد من المشغلين خدمة الإنترنت الهاتفي ، وخدمات الإنترنت اللاسلكية. معظم مزودي خدمات الإنترنت هم مزودون صغيرون مقرهم باماكو ولديهم اتصال VSAT ومقهى إلكتروني ويستخدمون أنظمة لاسلكية (Alviron ، 802.11a ، b ، g ، Motorola) لمشاركة خدماتهم مع عملائهم ، يوجد في باماكو ما لا يقل عن 21 مزودًا لخدمات الاتصال اللاسلكي ، بدءًا من مشغلي VSAT الصغار إلى مزودي خدمات كاملة ومتطورة ومتعددة النقاط .